# Sauce à l'ail

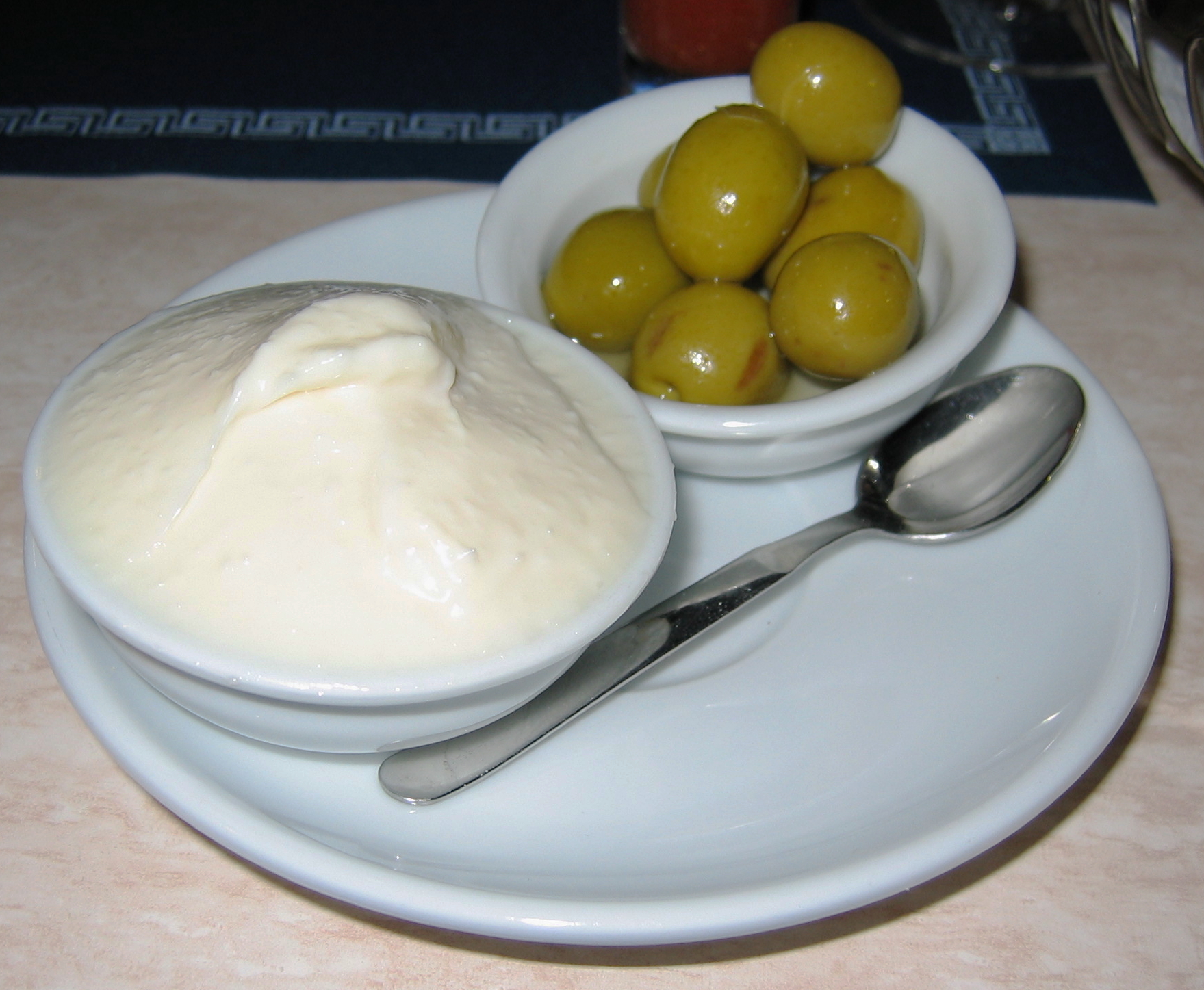
Aïoli aux olives.

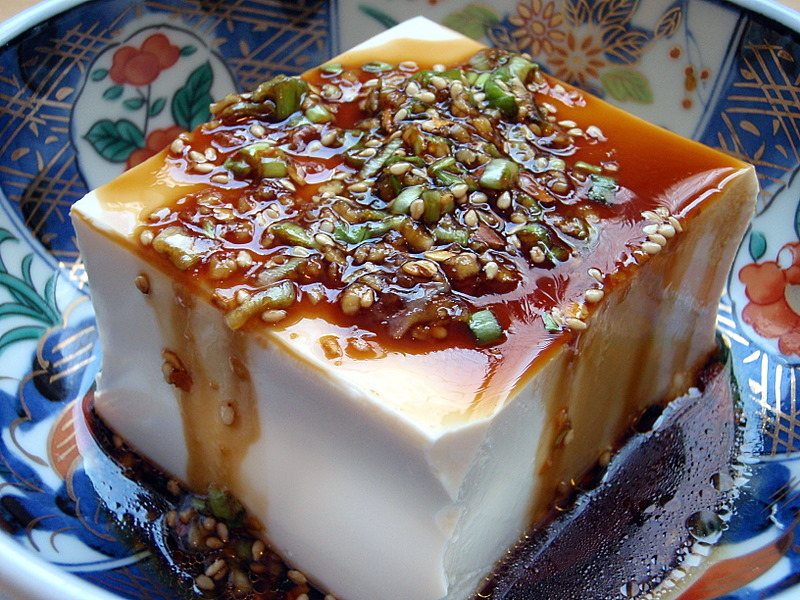
Tofu chaud accompagné d'une sauce à l'ail épicée.

Une sauce à l'ail est une sauce dont l'ingrédient principal est l'ail. Il s'agit généralement d'une sauce très aromatique dont l'intensité est déterminée par la quantité d'ail utilisée. L'ail est le plus souvent écrasé ou coupé en petits dés. Une sauce à l'ail simple se compose d'ail et d'un autre ingrédient permettant de suspendre le tubercule par émulsion, comme de l'huile, du beurre ou de la mayonnaise. Divers autres ingrédients peuvent entrer dans sa préparation. 
La sauce à l'ail s'utilise pour ajouter du goût à de nombreux aliments et plats, tels que bifteck, poisson, fruits de mer, mouton, côtelettes, poulet, œufs et légumes,. On l'utilise aussi comme condiment.

## Variétés

### Agliata

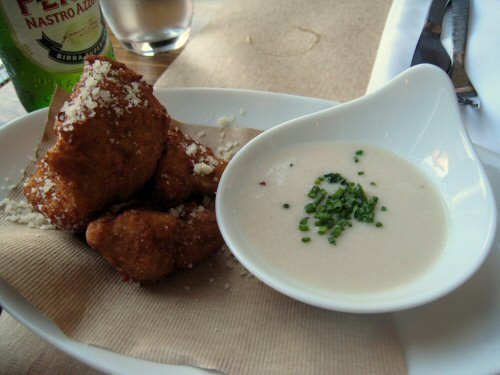
Chou-fleur frit à la sauce agliata (à droite).

L'agliata est un condiment et une sauce à l'ail salée et très parfumée qui s'emploie dans la cuisine italienne pour aromatiser et accompagner les viandes, poissons et légumes grillés ou bouillis,,. Attestée pour la première fois dans la Rome antique, elle continue de faire partie de la cuisine ligurienne actuelle.

### Aïoli
L'aïoli est une sauce méditerranéenne préparée à partir d'ail et d'huile d'olive ; dans certaines régions, d'autres émulsifiants tels que l'œuf sont utilisés. Son nom signifie « ail et huile » en catalan et en provençal. Il est particulièrement associé aux cuisines des côtes méditerranéennes espagnoles (Valence, Catalogne, Baléares, Murcie et Andalousie orientale), françaises (Provence) et italiennes (Ligurie).

### Filfil chuma
Le filfil chuma est une préparation nord-africaine inventée par les Juifs libyens. Elle se compose de paprika doux et piquant, d'une grande quantité d'ail broyé, de carvi et de cumin. Elle s'utilise comme trempette (par exemple dans la cuisine éthiopienne), comme marinade pour les viandes ou comme assaisonnement de base pour ragoûts et sauces.

### Sauce à l'ail et au miel

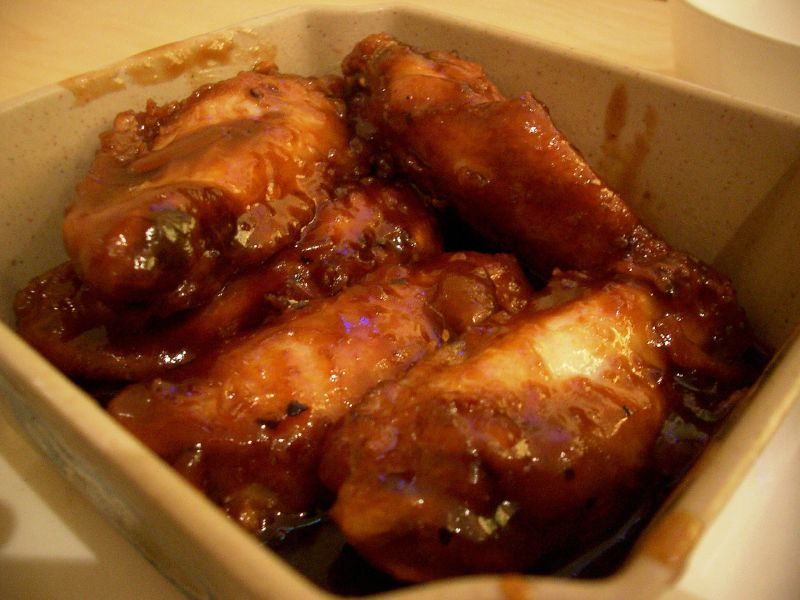
Ailes de poulet accompagnées d'une sauce à l'ail et au miel.

La sauce à l'ail et au miel est une sauce aigre-douce aux saveurs de miel et d'ail, populaire au Canada. C'est l'une des nombreuses sauces qui permettent d'accompagner les ailes de poulet, les côtes et d'autres aliments comme les boulettes de viande.

### Mojo
Dans la cuisine cubaine, le mojo désigne toute sauce préparée avec de l'ail, de l'huile d'olive ou du saindoux, et du jus d'agrumes (traditionnellement du jus d'orange amère),. Il s'utilise couramment pour aromatiser le manioc ainsi que pour faire mariner du porc rôti. Quand il ne contient pas d'origan, il est plutôt désigné sous le nom de mojito ; on y trempe des chips de banane plantain et des frites de manioc (yuca). Pour préparer une marinade pour viande de porc, il faut utiliser du jus d'orange amère, de l'ail, de l'origan, du cumin et du sel. L'ail entre également dans la composition d'autres recettes de mojo issues de cuisines variées.

### Mujdei
Le mujdei est une sauce épicée roumaine, composée de gousses d'ail écrasées pour en faire une pâte, laquelle est ensuite salée et mélangée à de l'eau et de l'huile végétale. On utilise presque toujours de l'huile de tournesol.

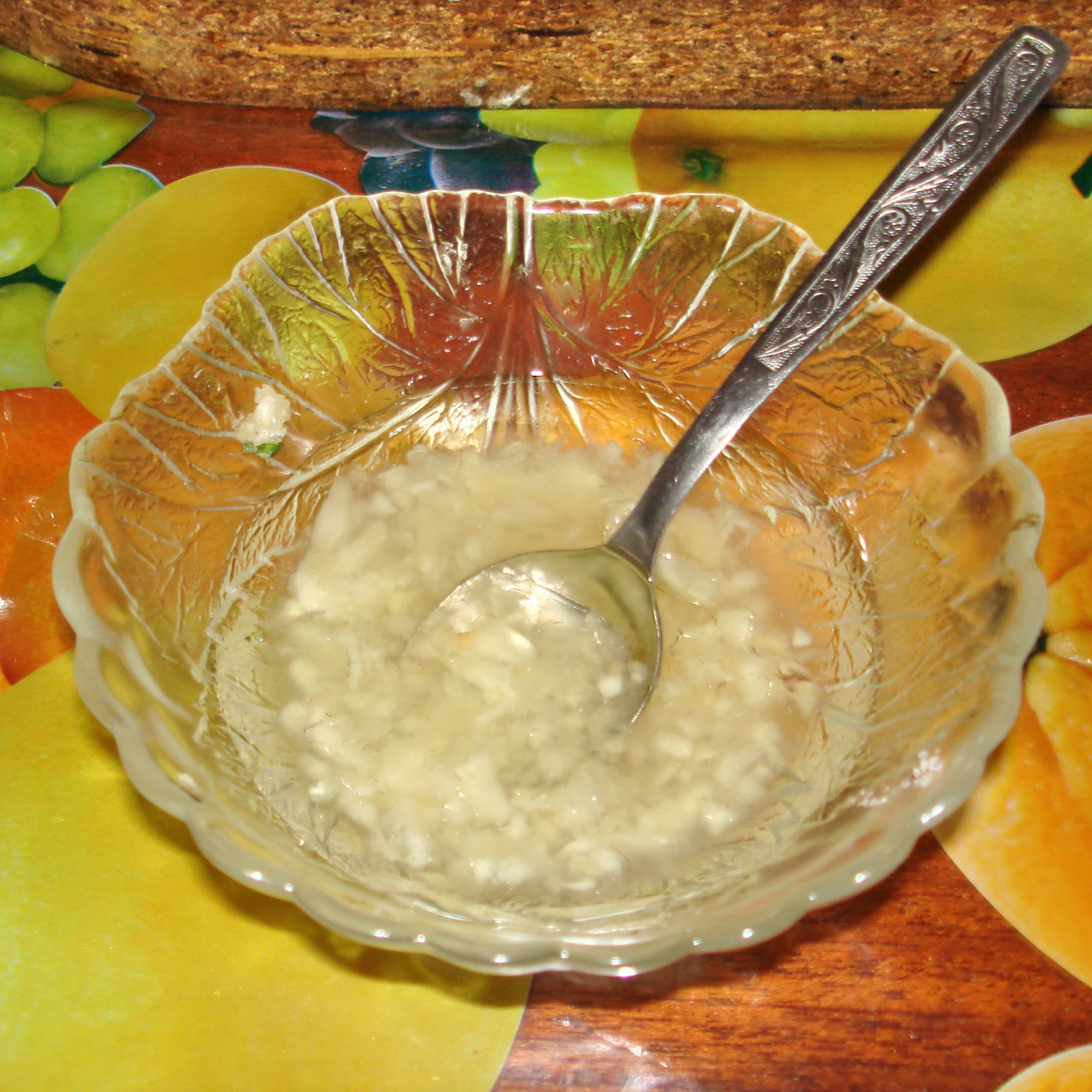
Mujdei.

### Skordaliá
La skordaliá est une purée épaisse issue de la cuisine grecque. Elle se prépare en mélangeant de l'ail écrasé à une base consistante, par exemple purée de pommes de terre, noix, amandes ou pain rassis imbibé. On ajoute ensuite de l'huile d'olive, tout en fouettant, pour créer une émulsion homogène. Il est aussi courant d'y ajouter du vinaigre.

### Ta'aleya
La ta'aleya est une sauce à l'ail égyptienne qui se prépare en faisant frire de l'ail auquel on ajoute du vinaigre et des épices. Elle s'utilise pour aromatiser le bamia et le kochari,. 

### Taratoor
La sauce taratoor est une sauce à l'ail crémeuse présente dans la cuisine arabe du golfe Persique ainsi que dans la cuisine française ; c'est la prédécesseure de l'aïoli. Elle fut préparée pour la première fois par des paysans de la Grande Syrie. Par la suite, elle fut introduite dans la péninsule Ibérique une première fois par les Phéniciens, puis plus tard par les Arabes. De là, la sauce fut importée dans le sud de la France. La sauce taratoor est décrite comme faisant « partie intégrante des cuisines des pays du golfe arabe ».

### Sauce tomate à l'ail
La sauce tomate à l'ail est principalement constituée de tomate et s'emploie dans diverses cuisines et plats. Dans la cuisine italienne, le terme alla pizzaiola fait référence à la sauce tomate à l'ail qui s'utilise pour les pizzas, les pâtes et les viandes. 

### Toum
Le toum ou crème d’ail est une sauce à l'ail répandue au Proche-Orient. Semblable à l'aïoli provençal, il contient de l'ail, du sel, de l'huile d'olive ou de l'huile végétale et du jus de citron. Ces ingrédients sont traditionnellement écrasés et mélangés à l'aide d'un mortier et pilon en bois.

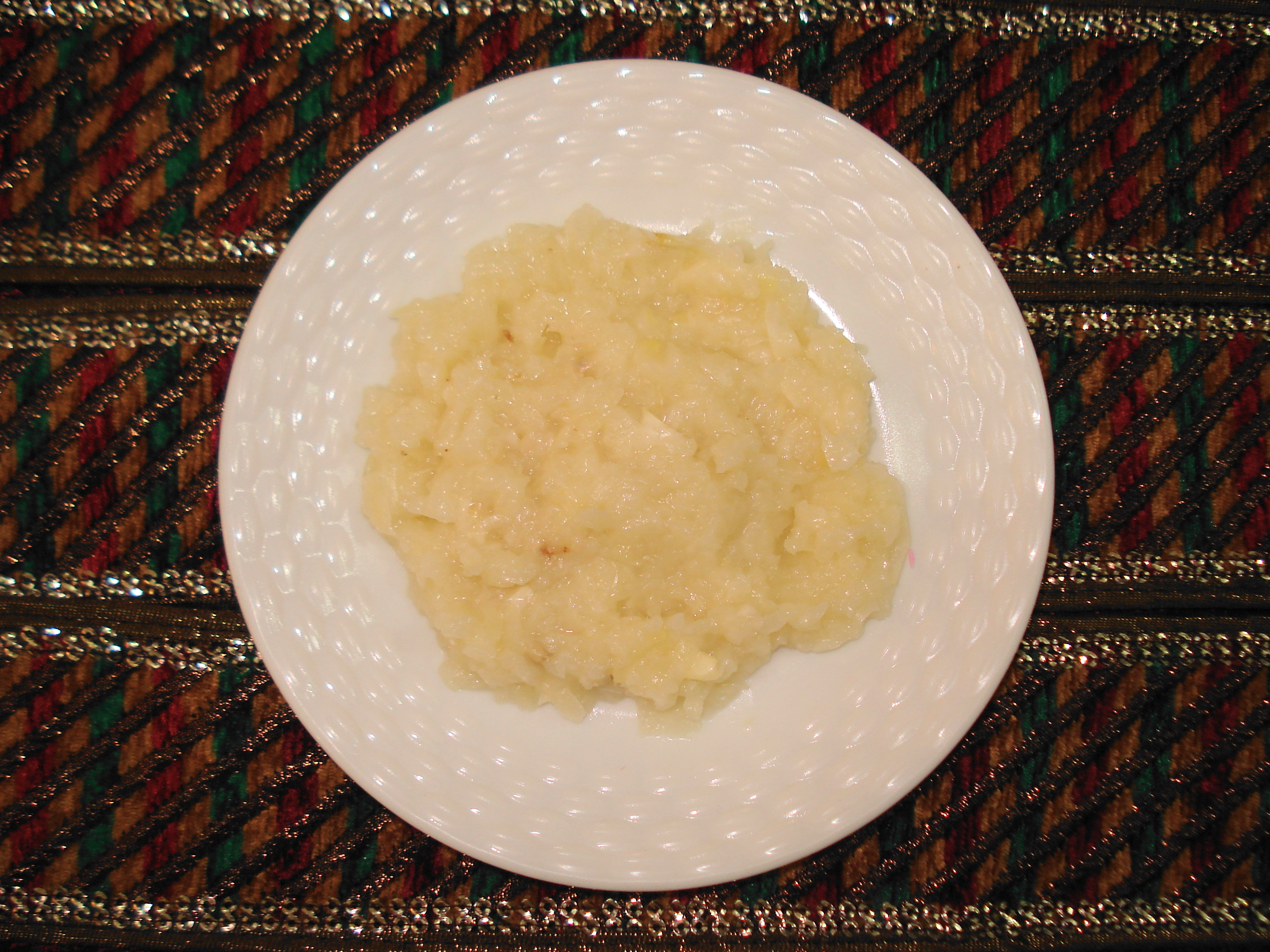
Toum.

## Galerie

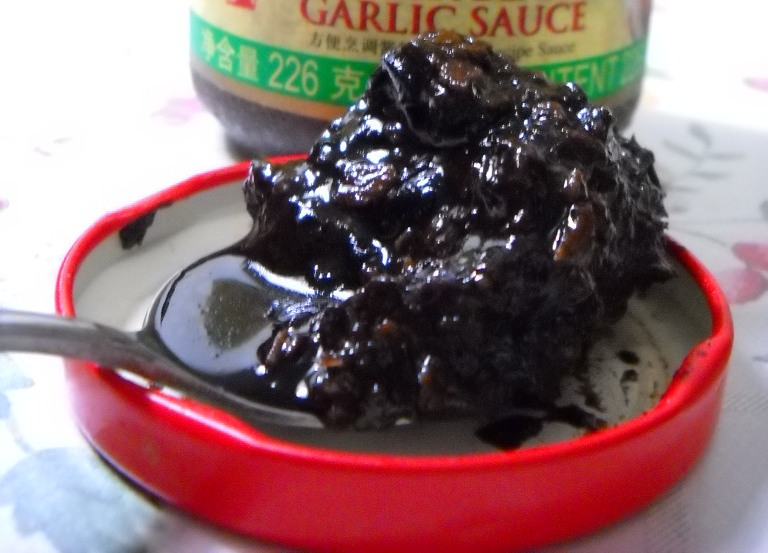
Une sauce aux haricots noirs et à l'ail du commerce.
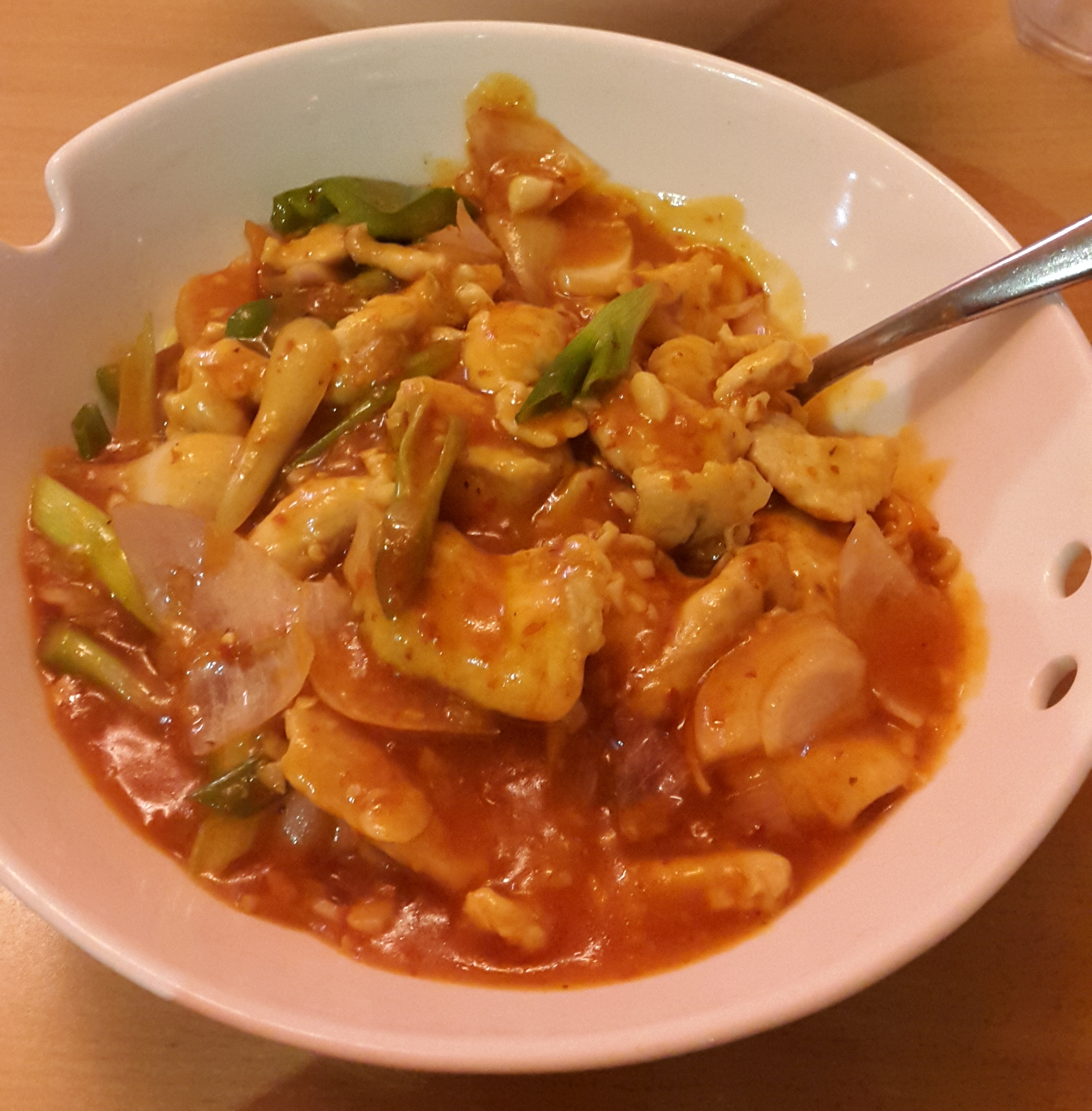
Poulet accompagné d'une sauce piquante à l'ail.
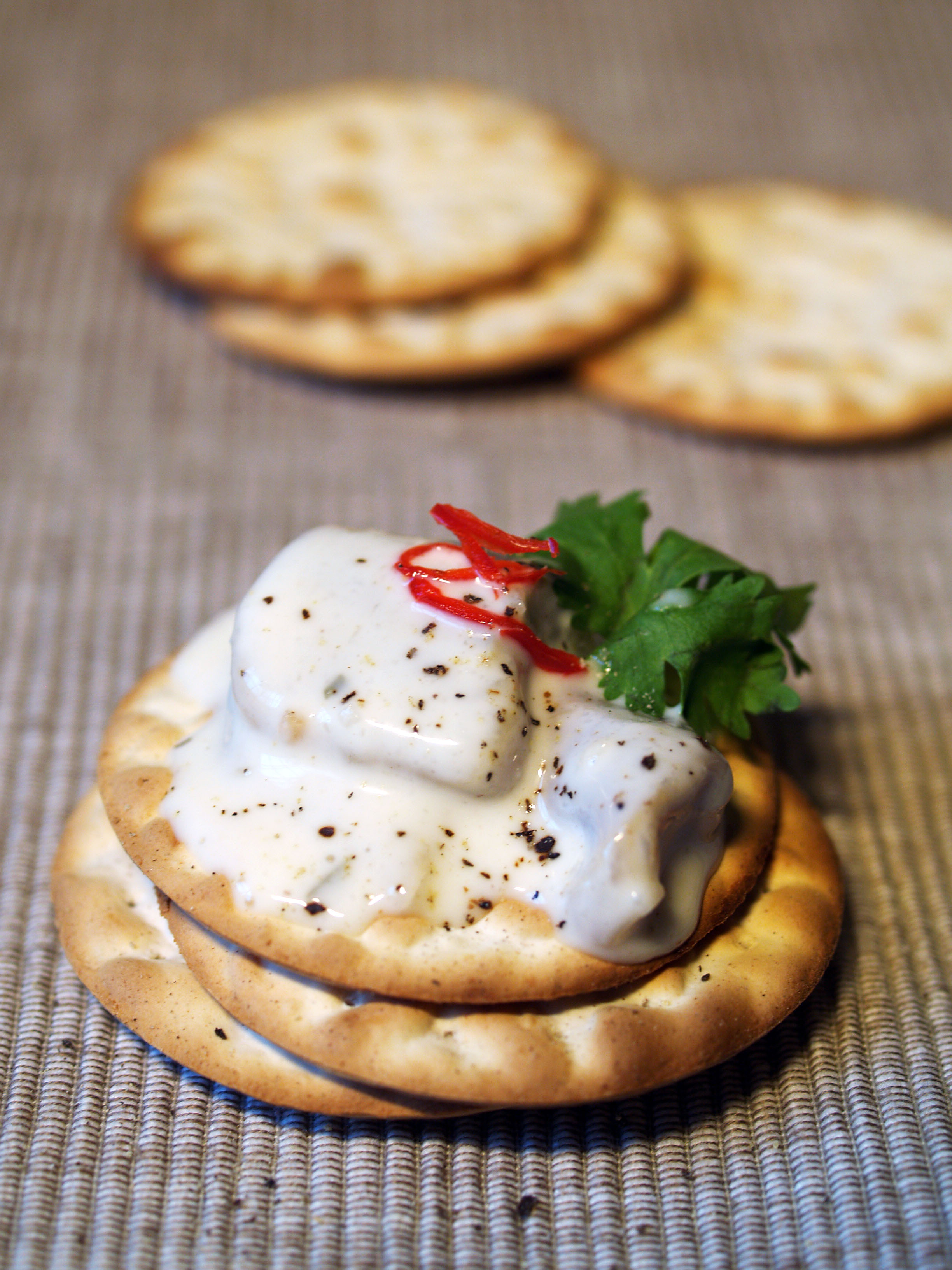
Crackers avec du hareng et de la sauce à l'ail.
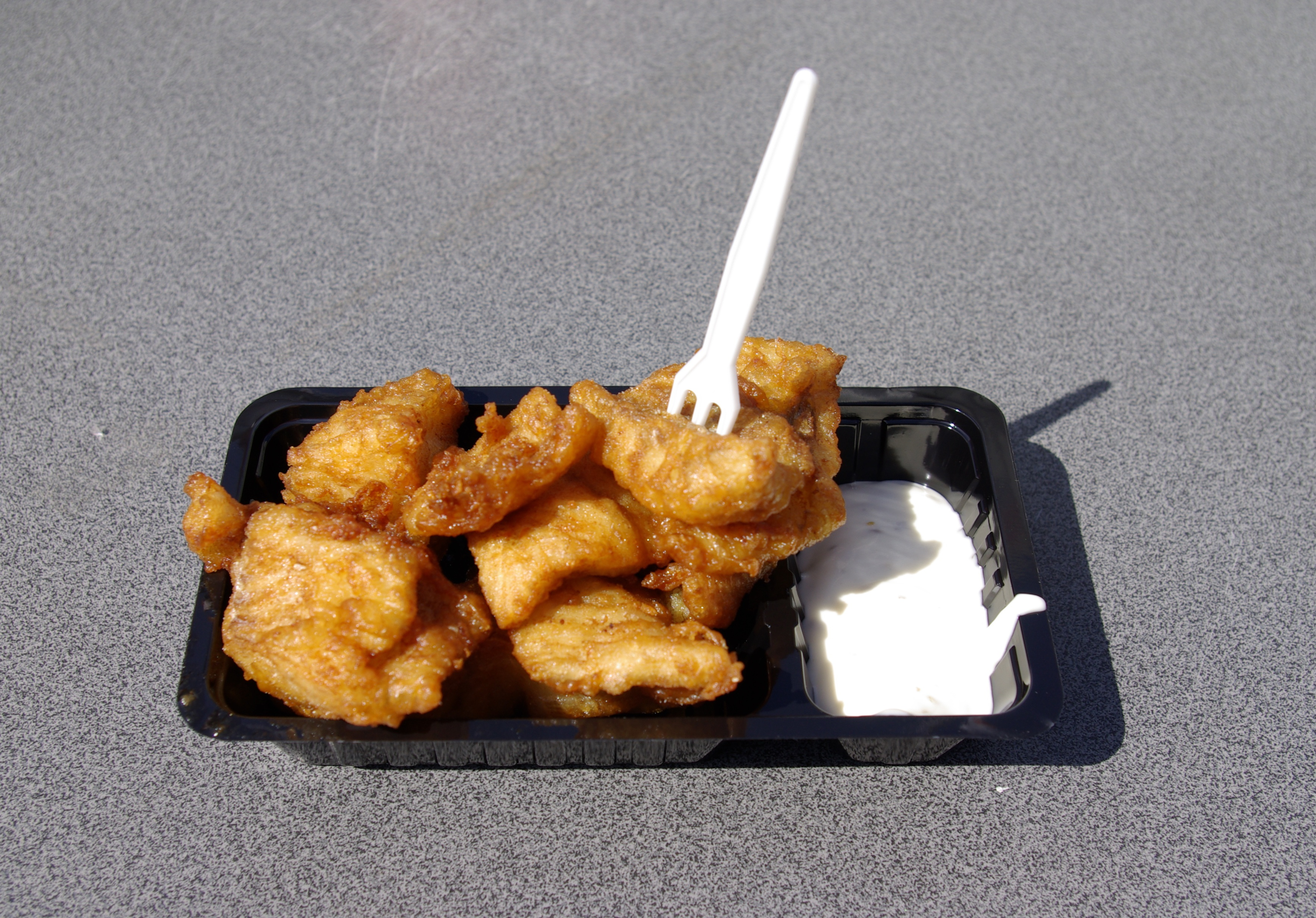
Kibbeling avec sauce à l'ail.
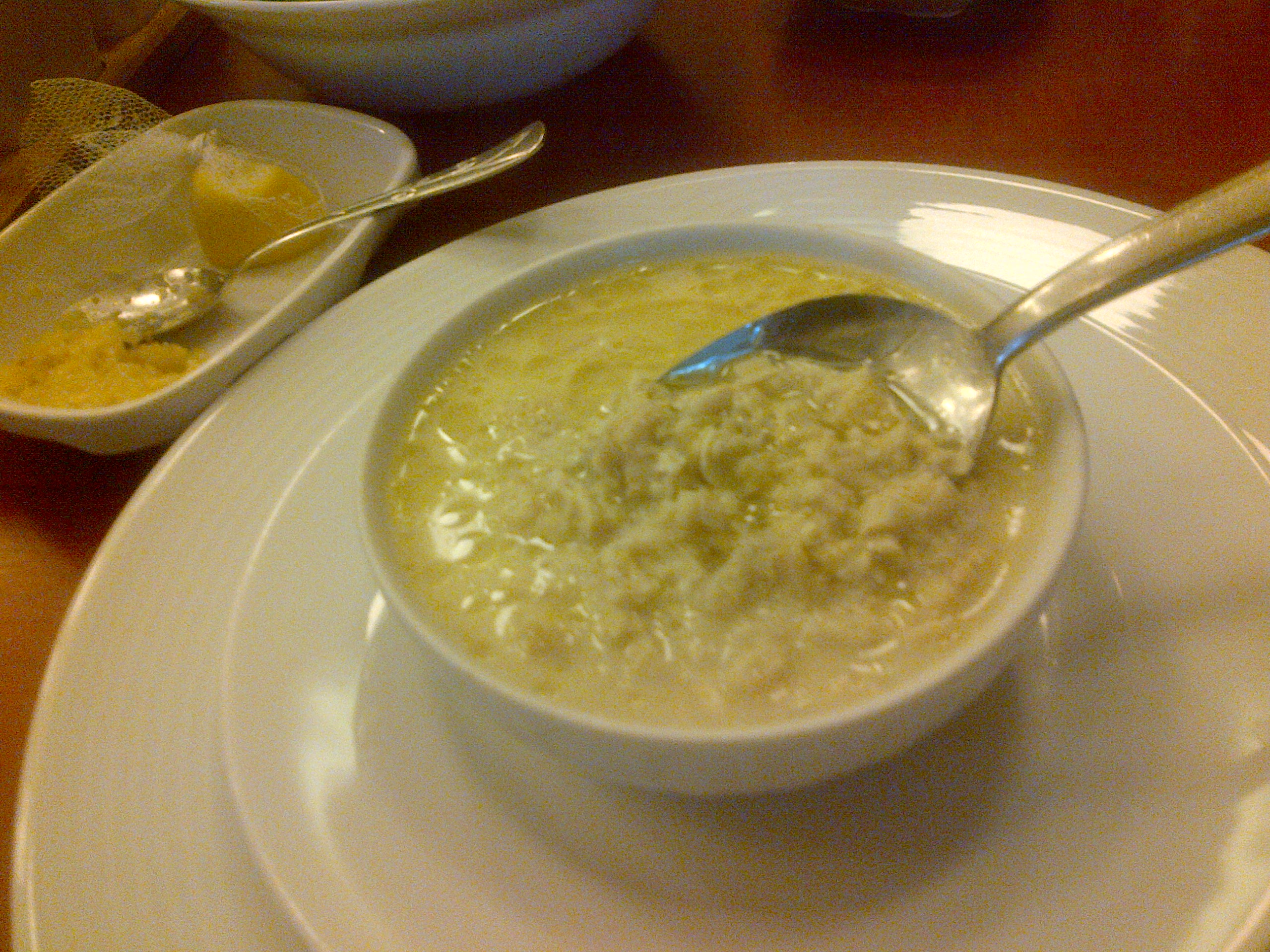
Soupe işkembe avec une sauce à l'ail et du citron servis en accompagnement.
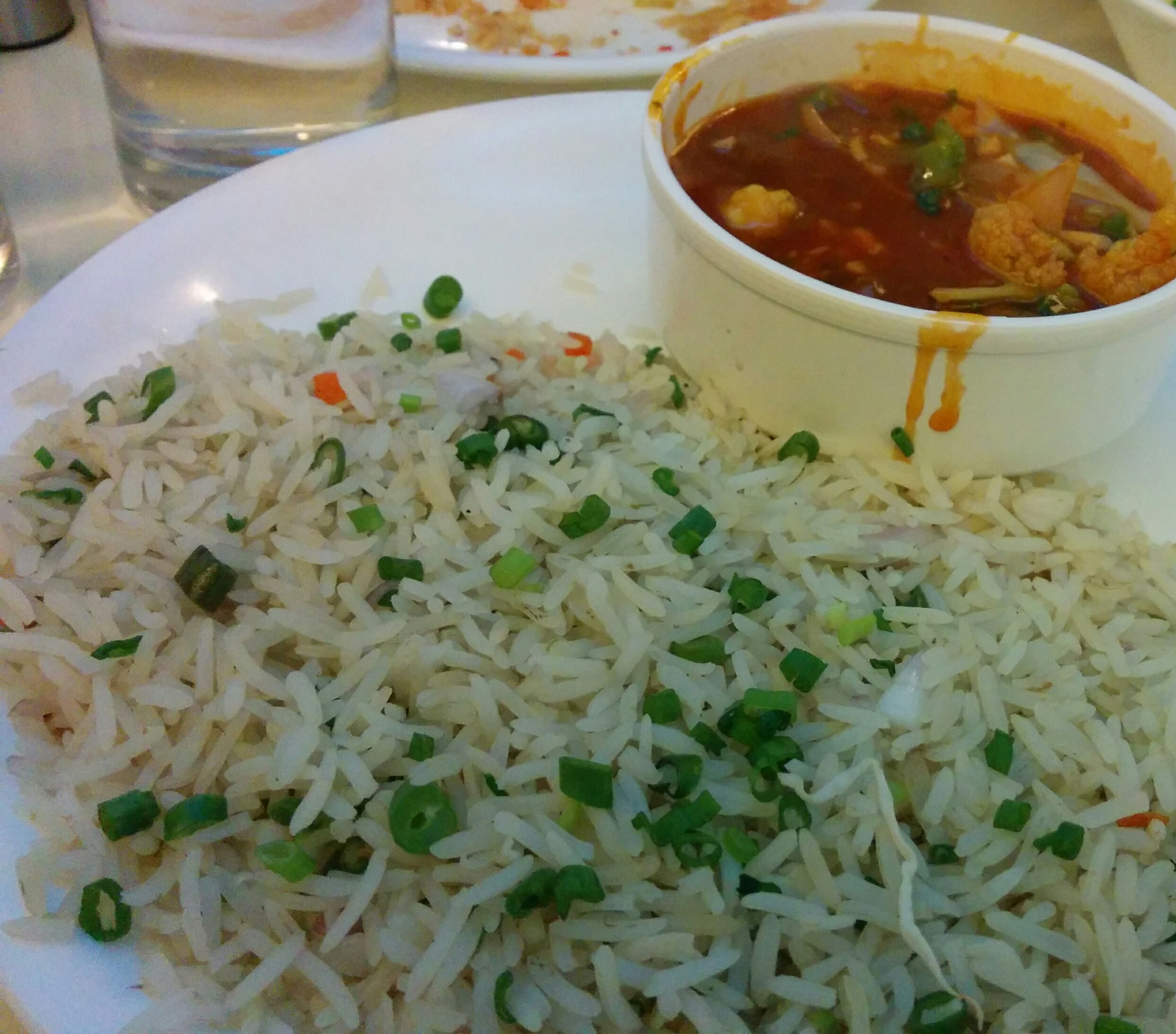
Des légumes à la sauce piquante à l'ail (en haut) et un plat de riz frit, en Inde.

## Voir également